# پونگانور
پونگانور (به انگلیسی: Punganur) یک منطقهٔ مسکونی در هند است که در Punganur mandal واقع شده‌است. پونگانور ۱۷٫۶۵ کیلومتر مربع مساحت دارد ۷۶۴ متر بالاتر از سطح دریا واقع شده‌است.